# Trèvol estrellat
El trèvol estelat (Trifolium stellatum) és una espècie de la família de les fabàcies que creix en prats i matollars mediterranis, conreus i marges dels camins. Es distribueix des de la conca del Mediterrani, Illes Canàries fins a Pèrsia. «Trifolium» és un nom genèric derivat del llatí que significa "amb tres fulles". «Stellatum» és un epítet llatí que significa "estelat".
És una herba anual molt pilosa. Tiges erectes de fins a 30 (-35) cm de longitud. Fulles alternes amb 3 folíols escotats i dentats, de 8-12 mm de longitud. Flors disposades en capítols més o menys densos, globoses o ovoides; calze amb 5 dents la longitud és almenys dues vegades la del tub, corol·la papilionàcia de 8-12 mm de longitud, rosada. Fruit en llegum petita que roman inclosa al calze. Floreix a la primavera.
El nombre de cromosòmic de Trifolium stellatum és 2n = 14